# Rosária da Silva
Rosária da Silva (* 4. April 1959 in Golungo Alto, Provinz Cuanza Norte, Portugiesisch-Angola; † 11. August 2022) war eine angolanische Schriftstellerin und Dichterin.

## Leben
Rosária da Silva wurde am 4. April 1959 in der Kleinstadt Golungo Alto (Provinz Cuanza Norte) der portugiesischen Kolonie Angola geboren. Nach ihrer Schulausbildung studierte sie Erziehungswissenschaften mit dem Schwerpunkt portugiesischer Linguistik am Instituto Superior de Ciências de Educação (ISCED) an der Agostinho-Neto-Universität in der Hauptstadt Luanda.
In den 1980er Jahren war sie Mitautorin des Magazins Kilimba, wo sie vor allem Gedichte und Artikel in der Rubrik „Kultur und Frauen“ veröffentlichte. 1984 trat Silva der „Literarischen Jugendbrigade“ in Lobito bei. 1987 nahm sie am ersten Treffen der jungen Autoren Angolas teil. In den 1980er und 1990er Jahren schrieb sie auch für die Beilage „Leben und Kultur“ der Staatszeitung Jornal de Angola. Silva betätigte sich nicht nur schriftstellerisch, sondern widmete sich auch dem Theater und der Musik, unter anderem schrieb sie die Stücke „A falta de casas“, „Conflitos“ und „Ilusão“.
1999 veröffentlichte Rosária da Silva ihren ersten Roman mit dem Titel Totonya und gilt damit als erste Romanautorin in der Geschichte der angolanischen Literatur. Silva zeigte in ihren Werken – vom Theater bis zur Literatur – vor allem die Perspektiven der Angolanerinnen.
Rosária da Silva arbeitete als Provinzdirektorin für Medien der Provinz Cuanza Norte und war zudem Geschäftsführerin der regionalen Monatszeitschrift „Kilombo – Kwanza Norte Actualidade.“